# 起震車
起震車（きしんしゃ）とは、地震を擬似体験することができる振動装置を搭載した自動車。地震体験車とも呼ぶ。
断層調査の目的で道路を走りながら人工地震波を起こす車（パイブロサイス車、バイブレター車）についても、「起震車」と呼ぶことがあるが、本稿では前述の地震体験車について述べる。

## 概要
実際に地震が起きた際に冷静な対処ができるよう、シミュレーションを促すのが目的。関東大震災や阪神・淡路大震災のように過去に実際に起きた地震の揺れや想定地震の揺れを再現できる車両もある。所有している自治体や消防本部が貸し出して、防災イベント会場などにおいて、各地で無料体験が実施されている。

## 設備
トラックを改造して、荷台部分に振動装置・小部屋（地震体験室）を設置している。地震体験室は、一般家庭のダイニングルームを模した雰囲気で、テーブル（安全のため固定）・椅子が設置されていることが多い。
大型スピーカーを搭載して放送宣伝車として登録しているもの以外は、特種用途自動車（8ナンバー車）ではない。

## 進化
従来よりも改良・進化した起震車も出てきている。
- （免震住宅の普及を目的として）免震・非免震の両方の揺れを体験できるもの[3]。
- 車両後部に昇降機があり、車椅子に乗ったまま体験できるもの[4]。
- 地震体験だけではなく、模擬消火体験装置・煙体験ハウスなども装備した「防災普及車」[5]。
- 稼働中もバッテリー駆動によって排気ガスを出さないため、屋内での使用が可能なもの[6]。
- 短時間激しく揺れる上下動だけでなく、海溝型地震（東日本大震災等）により長時間続く大きな横揺れや、高層階を襲う長周期地震動の体験が屋内で手軽にできるもの[7]。